# Шукай вітру...
«Шукай вітру…» (рос. «Ищи ветра...») — радянський пригодницький художній фільм 1978 року.

## Сюжет
Білокозачий загін розправляється з полоненими червоноармійцями. Але одному з них вдається вижити. Поранений, він пробирається на загублену в безкрайньому уральському степу садибу, де сховалася від громадянської війни родина Сергія Сергійовича, керуючого приватним кінним заводом. У садибі гостює давній знайомий родини, поручик білогвардійської армії Віктор, і оголошує про своє бажання вийти з боротьби і жити, як «богом положено». Червоноармійцеві надають допомогу. Старий вінчає свою дочку Наташу і Віктора, але миру тепер в цьому будинку не бути, та й білі козаки вже близько. Козачий офіцер наказує викрасти племінний табун, щоб він не дістався червоним. Сергій Сергійович заперечує, а Віктор заступається за нього і гине. Козаки йдуть з табуном. Червоноармієць і його недавній знайомий — конокрад пускаються в погоню. У табуні багато маленьких лошат, і скоро швидке пересування стає неможливим. Слідує нелюдський наказ знищити їх. Рядові козаки повстають проти свого командира і не допускають вбивства…

## У ролях
- Костянтин Григор'єв —  Павло, червоноармієць
- Павло Кадочников —  Сергій Сергійович, конезаводчик
- Олена Проклова —  Наташа, донька Сергія Сергійовича
- Лев Пригунов —  Віктор, друг сім'ї
- Олександр Пороховщиков —  білокозачий офіцер
- Михайло Кононов —  Васька, конокрад
- Олександр Январьов —  урядник
- Микола Погодін —  Тимофеїч
- Сергій Яшкулов —  табунник

## Знімальна група
- Автор сценарію:  Володимир Любомудров
- Режисер:  Володимир Любомудров
- Оператори: Володимир Бондарєв, Рудольф Зуєв
- Художник-постановник:  Олександр Макаров
- Композитор:  Едуард Артем'єв